# Pilis-bjergene
Pilis-bjergene er en bjergrig region i de transdanubiske bjerge i Ungarn. Dens højeste top er Pilis-tető der er 756 moh. Det er et populært vandremål i Ungarn.
Det er den direkte sydlige nabo til Visegrád-bjergene, som er baseret på vulkanske klipper, mens Pilis er sedimentær.

## Biosfærereservat
Et område på 270,8 km² blev i 1980 udpeget til UNESCO biosfærereservat. Der er over hundrede søer i reservatet, herunder både naturlige og små kunstige (10 m² til 1 ha) damme. De naturlige blev skabt af jordskælv, tektoniske bevægelser og mudderskred; de kunstige blev skabt ved opdæmning af floddale. 

## Regionens historie
Området var tidligere et jagtområde for middelalderkonger. Talrige jagthytter har overlevet. Et af de mest besøgte områder var omkring landsbyen Pilisszentkereszt.